# Buddyzm

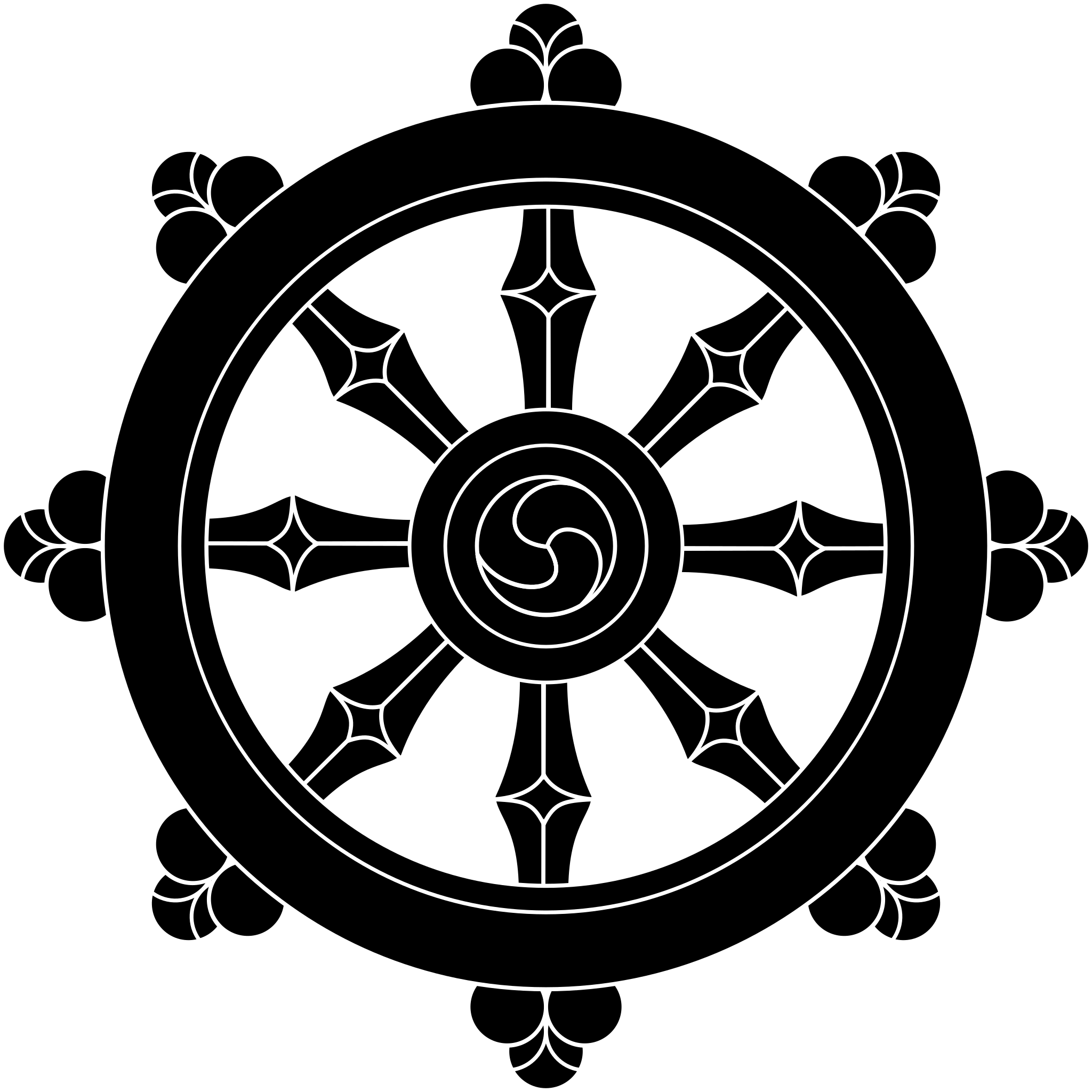
Koło Dharmy – najpopularniejszy symbol buddyjski

Flaga buddyjska

Buddyzm (inna nazwa to: sanskr. Buddha Dharma; pāli. Buddha Dhamma lub Buddha Sasana – „Nauka Przebudzonego”) – nonteistyczny system filozoficzny i religijny, którego założycielem i twórcą jego podstawowych założeń był żyjący od około 560 do 480 roku p.n.e. Siddhārtha Gautama (pāli. Siddhattha Gotama), syn księcia z rodu Śākyów, władcy jednego z miast-państw w północnych Indiach. Buddyzm jest zaliczany do religii dharmicznych oraz do religii nieteistycznych.
Słowo „buddyzm” zostało stworzone przez zachodnich uczonych stosunkowo niedawno. Wcześniej na Wschodzie używane były nazwy dharma, sasana lub buddhasasana.
Buddyzm opiera się na Czterech Szlachetnych Prawdach głoszonych przez Siddharthę Gautamę, oraz na przedstawionej przez niego Ośmiorakiej Ścieżce, która prowadzić ma do ustania cierpienia.
Słowo „buddha”, używane obecnie w odniesieniu do Siddhārthy Gautamy, w sanskrycie i pāli oznacza dosłownie „przebudzony”. Takie imię obrał Siddhārtha Gautama, kiedy zaczął głosić swoje nauki.
Po śmierci Buddy, w ciągu pięciu wieków, nauki te rozprzestrzeniły się z subkontynentu indyjskiego na centralną, południowo-wschodnią i wschodnią Azję, aby współcześnie dotrzeć również na Zachód. Buddyzm od początku swojego istnienia był systemem o bardzo luźnej strukturze, zarówno od strony organizacyjnej, jak i doktrynalnej. W trakcie rozwoju historycznego powstały liczne jego odmiany i szkoły, które zazwyczaj (choć nie zawsze) nawzajem się tolerowały, a nawet wspierały. Współcześnie buddyzm dzieli się na trzy tradycje: Theravāda (sanskr. Sthaviravāda), Mahāyāna i Wadżrajana, przy czym ta ostatnia jest częścią mahajany. Dane na temat liczebności buddystów na świecie są mocno rozbieżne – w zależności od źródeł podawane są liczby od 230 do 500 milionów (dane o buddystach Polsce są dostępne w GUS). W 2008 roku na świecie było 380 mln buddystów, co daje buddyzmowi piąte miejsce wśród najliczebniejszych religii świata po chrześcijaństwie, islamie, hinduizmie i tradycyjnej, ludowej religii chińskiej (taoizm, konfucjanizm).

## Buddyzm achrześcijaństwo
Pierwszą znaczącą różnicą między tymi dwiema religiami jest pojęcie Boga. W chrześcijaństwie Bóg jest istotą najwyższą, nieomylną i doskonałą. Cechuje go wielka mądrość. Jest on potężniejszy od wszystkich istot żyjących na ziemi. W buddyzmie natomiast Bóg nie ma nic wspólnego z jego chrześcijańskim odpowiednikiem. Sam Budda nie był Bogiem, tylko pierwszym człowiekiem, który osiągnął oświecenie, czyli stan całkowitego wyzwolenia się z cierpienia. Bogowie w buddyzmie to również istoty, które pragną osiągnąć nirwanę – nie jest to jednak możliwe, ponieważ ten stan można osiągnąć jedynie w ludzkim wcieleniu. Według buddyzmu mahajana można jednak po śmierci ludzkiego ciała odrodzić się w Czystej Krainie, by tam praktykować i dopiero osiągnąć nirwanę. Istnieje np. czysta kraina buddy Amitabha, najwyższego i doskonałego.
Pojęciem, które zdecydowanie odróżnia chrześcijaństwo od buddyzmu jest również teza mówiąca, co dzieje się z duszą po śmierci człowieka. Chrześcijaństwo zakłada, że dusza człowieka idzie do nieba lub piekła, w zależności jakie dany człowiek prowadził życie. W buddyzmie natomiast istnieje pojęcie reinkarnacji. Oznacza to, że człowiek po śmierci dostaje zupełnie nowe, niezwiązane z wcześniejszym wcielenie. Nie pamięta on również, co działo się przed jego kolejnymi narodzinami. Jedynym sposobem, aby przerwać wieczny cykl narodzin i śmierci, jest właśnie osiągnięcie stanu oświecenia. Tym niemniej w buddyzmie tybetańskim praktyki tantryczne umożliwiają świadome umieranie i odrodzenie się jako tulku, który pamięta swoje poprzednie wcielenie, np. dalajlama, karmapa.
W chrześcijaństwie, po śmierci dusza człowieka jest poddawana osądowi przez jedynego sprawiedliwego sędziego – Boga. W buddyzmie natomiast nie ma nikogo, kto pełniłby taką rolę. Po śmierci człowieka jego los jest sądzony przez karmę, czyli ilość jego dobrych i złych uczynków. Jednakże według nauk i praktyk buddyzmu tybetańskiego karmę tę można zmienić nawet po śmierci, w stanie pośmiertnym zwanym bardo, i nie ma tu fatalizmu.
Chrześcijaństwo w odróżnieniu od buddyzmu jest religią opartą na Piśmie Świętym – wszystkie założenia, przykazania i fundamenty wiary są spisane w jednej księdze – Biblii. W buddyzmie wszystkie zasady były przekazywane ustnie, przez co nie ma jednego konkretnego źródła, które w pełni wyjaśniłoby wszystkie zasady tej religii. Istnieją jedynie poradniki lub nieliczne zapiski na tematy tej wiary, jednak nie mają one takiego podłoża dla buddystów, jakie ma Biblia dla chrześcijan. Niemniej jednak w buddyzmie mahajany analogią księgi są tantry buddyjskie opisujące proces umierania, stany pośmiertne i kompleksowe opisy ścieżki i jej rezultatu, np. kalaczakra i tantry dzogczen takie jak "Zjednoczenie Słońca z Księżycem" (Wylie: nyi zla kha sbyor). Przykładowo, gdy praktykujący dzogczen podczas własnego naturalnego procesu umierania w stanie trekciö zrealizuje tzw. tęczowe ciało (tyb. w zapisie Wyliego: ‘Ja-lus), to pośród świateł tęcz jego/jej własne ciało zniknie, pozostawiając po sobie jedynie włosy i paznokcie.
Buddyzm zawiera wiele nurtów i trudno tu o powierzchowne uogólnienia.

## Buddyzm a pojęcie religii
Ewentualne zaklasyfikowanie buddyzmu jako religii zależy od przyjętej definicji tego określenia. Jeśli pojęcie „religia” zdefiniować jako wiarę w rządzącego światem boga lub bogów i oddawanie mu czci, buddyzm nie jest religią, gdyż żadna wiara tego typu tutaj nie występuje. Z drugiej jednak strony, buddyści wyznają wiarę w istnienie istot nadprzyrodzonych (np. dewy) oraz posiadają pogląd na temat życia po śmierci (reinkarnacja), co zwykle jest kojarzone z pojęciem religii. Z tego powodu zasugerowano dla buddyzmu określenie „religii nieteistycznej”.
Religioznawca Ninian Smart zdefiniował religię jako zjawisko, które może być rozpatrywane w siedmiu wymiarach: doktrynalno-filozoficznym, narracyjno-mitycznym, etyczno-prawnym, obrzędowo-rytualnym, doświadczeniowo-emocjonalnym, społeczno-instytucjonalnym i materialnym. Przy przyjęciu tej definicji za poprawną, buddyzm jest religią.
1. Wymiar obrzędowo-rytualny – w buddyzmie występują rytuały, takie jak golenie głowy przy przystąpieniu do klasztoru, comiesięczne recytowanie Zbioru Reguł Zakonnych, palenie kadzideł, ofiarowywanie kwiatów, pokłony.
2. Wymiar doświadczeniowo-emocjonalny – centralne znaczenie w buddyzmie ma samodoskonalenie się i dążenie do oświecenia; aspektem emocjonalnym może być tutaj rozwój współczucia. Narzędziem ku temu celowi jest medytacja.
3. Wymiar narracyjno-mityczny – występują mity związane z życiem Buddy i czynionymi przez niego cudami. Niejednokrotnie pojawiają się w nich bogowie i istoty nadprzyrodzone.
4. Wymiar doktrynalno-filozoficzny – pojęcia takie jak Cztery Szlachetne Prawdy, śunjata, karma, reinkarnacja składają się na doktrynę buddyjską. W ciągu wieków powstało również wiele buddyjskich traktatów filozoficznych.
5. Wymiar etyczno-prawny – buddyści wyznają zasadę niekrzywdzenia (ahimsa) i starają się szanować wszelkie życie (nie tylko ludzkie).
6. Wymiar społeczno-instytucjonalny – mnisi gromadzą się w zakonach (sangha). Nie ma jednak centralnej buddyjskiej instytucji, ani głównego przywódcy, a decyzje, zgodnie z zaleceniami Buddy, mają być podejmowane poprzez konsensus.
7. Wymiar materialny – istnieją klasztory buddyjskie, a także buddyjskie dzieła sztuki, takie jak posągi i rzeźby Buddy.

Budda jednak nigdy nie twierdził jakoby nauczał religii. Sam mówił zawsze, że naucza „o cierpieniu i końcu cierpienia”, a jego nauki miały mieć przede wszystkim praktyczne zastosowanie i służyć wyzwoleniu się od cierpienia.

## „Budda”, a Budda Siakjamuni

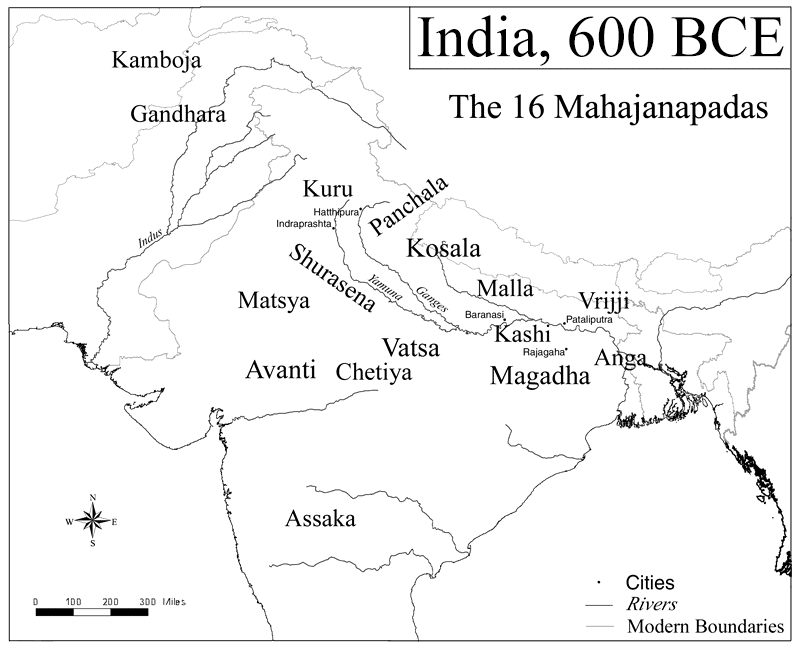
Indie około 600 r. p.n.e.

Twórcę fundamentalnego przekazu w naukach buddyjskich tradycyjnie określa się mianem „Budda” (w sanskr. i pāli buddha, czyli „Przebudzony”). Odwołując się do etymologii tego słowa w sanskrycie i pāli można powiedzieć, że budda to istota, która dzięki praktyce moralności (silā), skupienia (samādhi, czyli medytacyjne wchłonięcie) i rozwojowi mądrości (pāli paññā, sanskr. prajñia) ujrzała prawdziwą naturę zjawisk, czyli nietrwałość, dyskomfort związany ze zmianą i brak niezmiennego „ja”. To doświadczenie zwane jest „bodhi” (sanskr. i pāli.) dosł. „Przebudzenie” (częściej zwane Oświeceniem), które na zawsze uwalnia od cierpienia cyklu narodzin i śmierci. Istota, która przebudziła się ze „snu ignorancji” dzięki odkryciu prawdziwej natury rzeczywistości zwana jest Buddą. W tym rozumieniu, w świetle nauk buddyjskich, uważa się, że buddów było wielu oraz że jeszcze wiele istot doświadczy oświecenia.
Pisownia: słowo „Budda” pisane wielką literą oznacza Siddharthę Gautamę – twórcę buddyzmu, natomiast „budda” pisane małą literą oznacza jakiegokolwiek innego Przebudzonego/Arahanta.

### Budda Śakjamuni
Ostatnim poświadczonym historycznie nauczycielem buddyjskim, uznawanym w ramach buddyzmu (poza szkołami buddyzmu wadżrajany i niektórymi mahajany, według których buddami było również wielu mistrzów buddyjskich żyjących po Buddzie Śakjamunim) za buddę, był Siddhārtha Gautama (pāli. Siddhattha Gotama) Śakjamuni (mędrzec, pochodzący z rodu Śakja). Był on synem władcy jednego z królestw leżących u podnóży Himalajów, na granicy dzisiejszego Nepalu i Indii. Żył 80 lat. W zależności od tradycji podaje się różne daty jego urodzin: źródła indyjskie podają rok 448 p.n.e., greckie 566 p.n.e., a syngaleskie 624 p.n.e. Wszystkie te źródła podają jednak podobne fakty z jego życia, w związku z czym można je uznać za wiarygodny życiorys Buddy Śakjamuniego. W 2013 r. archeolodzy w Nepalu odkryli ślady drewnianej struktury z VI w. p.n.e., będące pozostałością najstarszej buddyjskiej świątyni w miejscu narodzin Buddy. Ślady odsłonięto we wnętrzu świątyni Mai Dewi w Lumbini. Próbki przebadali specjaliści ze szkockiego Uniwersytetu w Stirling.
Siddhartha Gautama urodził się w Lumbini. Wychowywał się on w przepychu, w pałacu swego ojca. Zdawał sobie jednak sprawę z istnienia życia poza murami pałacu i był go ciekaw. Pewnego dnia postanowił je zobaczyć i wybrał się ze swoim służącym na przejażdżkę poza pałacowe mury. Podczas tej przejażdżki (lub czterech kolejnych przejażdżek) ujrzał kolejno: starca, chorego człowieka, ciało martwego człowieka i żebrzącego ascetę. Głęboko go to poruszyło. Porzucił więc bogactwo, aby stać się ascetą i poszukiwać prawdy o tym, w jaki sposób wyzwolić z cierpienia wszystkie czujące istoty (czyli jak przerwać nieustanną wędrówkę (pāli. samsāra), którym towarzyszą choroby i nieszczęścia, doświadczane przez ludzi).
Poszukiwania zajęły mu około 7 lat. Pobierał nauki u różnych mistrzów, jednak żaden z nich nie potrafił dać mu pełnej odpowiedzi na nurtujące go pytania. Ostatecznie postanowił poddać się surowej ascezie. To jednak również nie przyniosło spodziewanego efektu. Siddhartha porzucił zatem ascetyczny tryb życia i postanowił medytować tak długo, aż w końcu odnajdzie metodę wyzwolenia ludzkości od cierpienia. Usiadł pod drzewem w pobliżu wioski (w dzisiejszym miejscu Bodh Gaja) i tam pozostawał w głębokiej medytacji. Medytował przez 49 dni, w czasie których nawiedzały go wątpliwości uosobione przez bóstwo Marę. Mędrzec jednak pokonał je. Wreszcie, w dzień pełni księżyca miesiąca wiśakha, osiągnął oświecenie.

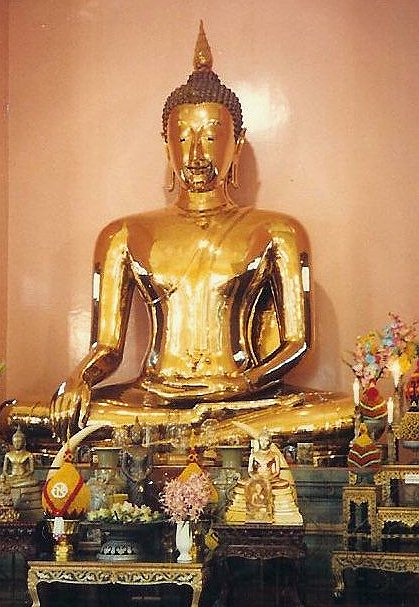
„Złoty Budda”; świątynia Wat Traimit; Bangkok; Tajlandia. Tradycja theravāda.

Po osiągnięciu tego stanu, pozostawał w lesie, medytując jeszcze przez 7 tygodni. Wahał się, czy ogłosić światu owoce swych medytacji i nauk, lecz jego wątpliwości pomógł rozwiać bóg Brahma Sahampati.
Następnie, wyruszył na poszukiwanie swych pięciu byłych towarzyszy ascezy. Odnalazł ich w Parku Gazeli; tam też po raz pierwszy wygłosił im swe nauki w miejscu Sarnath. Zdarzenie to tradycja buddyjska nazywa Wprawieniem w Ruch Koła Dharmy. Towarzysze początkowo uznali, że sprzeniewierzył się drodze ascezy, jednak pod wpływem jego wykładu przyłączyli się do niego, porzucając, jak ich nauczyciel, drogę skrajnego umartwiania.
Od tego momentu Śakjamuni zaczął nauczać Dharmy, obejmującej Cztery Szlachetne Prawdy (w tym Ośmioraką Ścieżkę) i w rozumieniu nauk buddyjskich prowadzącej do Oświecenia. Cztery Szlachetne Prawdy i Ośmioraka Ścieżka do dzisiaj stanowią podstawę i kwintesencję nauk buddyjskich.
Resztę swojego życia Śakjamuni spędził, wędrując po północnych Indiach i nauczając Dobrego Prawa (Dharmy). Jego nauczanie zyskało wielu zwolenników z różnych warn, wzbudzając jednocześnie kontrowersje radykalnymi tezami społecznymi (negowanie systemu kastowego, równorzędność kobiet na drodze do oświecenia) i religijnymi (odrzucenie skoncentrowanych na Brahmie poglądów wedyjskich, włączając w to pogląd na wyzwolenie ze świata samsary, mokszy).
Według szkół buddyzmu Wielkiej Drogi (Mahajana) Budda Śakjamuni obrócił Kołem Dharmy trzykrotnie, udzielając w ten sposób trzech zestawów różnych nauk. Pierwszy cykl nauk dotyczy głównie prawa przyczynowości (Karma), drugi odnosi się do Pustości (Śunjata) wszystkich przejawień, a trzeci dotyczy Natury Buddy (Tathagatagarbha). Trzy cykle obejmują całość buddyjskich nauk przekazywanych we wszystkich istniejących obecnie szkołach buddyzmu.
Budda Śakjamuni umarł w wieku 80 lat w niewielkiej miejscowości Kuśinagar. Data jego śmierci, podobnie jak narodzin, wciąż jest przedmiotem dyskusji w ramach różnych przekazów buddyjskich (zobacz: Era buddyjska).

## Historia

Mapa ekspansji buddyzmu

Zasięg buddyzmu w procentach

Budda Śakjamuni nie zostawił po sobie żadnych bezpośrednich przekazów. Całą wiedzę przekazał swoim uczniom, którzy po jego śmierci spisali je. Historia buddyzmu opiera się jednak także na przekazie ustnym.
Podczas swego 45-letniego nauczania Budda przemierzał północne Indie. Najpierw przekazywał głównie nauki Therawady, które służyły uwalnianiu się z własnego cierpienia. To na nich opierają się nauczania Wielkiej Drogi, które podkreślają znaczenie mądrości i współczucia, które z kolei pozwalają pomagać nie tylko sobie, ale też innym. Na końcu Budda przekazał nauki Wadżrajany zmierzającej do rozpoznania natury umysłu.
Buddyzm Therawady rozprzestrzenił się w sto lat po Buddzie aż po Iran i Azję Centralną. W I w. n.e. nauki Wielkiej Drogi dostały się do północnych Indii, a tam między V w. a VIII w. nastąpił okres ich dużego rozkwitu. W tym samym czasie w Tybecie znano już podstawy Diamentowej Drogi.
W ciągu XI i XII wieku buddyzm Therawady (tzw. buddyzm południowy) zadomowił się w krajach Azji południowo-wschodniej: na Sri Lance, Tajlandii, Birmie, częściowo w Wietnamie, Indonezji, a także w Kambodży, Laosie i na Bali. Natomiast buddyzm Mahajany i Wadżrajany (tzw. buddyzm północny) umocnił się w Centralnej i Wschodniej Azji, czyli w Chinach, Japonii, części Wietnamu, Korei i w Tybecie, a od początku XVI wieku także w Mongolii.
Paradoksalnie, buddyzm zaczął zanikać w kraju swego pochodzenia – w Indiach. Na przełomie I i II tysiąclecia islamscy agresorzy zaczęli podbój Indii. Do roku 1100 buddyzm został całkiem zniszczony w Kaszmirze. Nauczyciele i praktykujący uciekali na Nizinę Środkowoindyjską lub przez góry do Tybetu. 100 lat później muzułmanie opanowali cały kraj. W końcowym okresie buddyzmu w Indiach nauczyciele buddyjscy skoncentrowali się na przenoszeniu nauk do krajów, które się na nie otworzyły. Dzięki temu nauki buddyjskie przetrwały, mimo spustoszenia Indii. Książki palone przez muzułmanów były już przetłumaczone na inne języki i zapoznawano już z nimi odległą ludność Azji.
Buddyzm wywarł wielki wpływ na kulturę krajów, które go wtedy przyjęły, np.: starożytne Indie, Japonia, Tybet, czy Chiny. Buddyjski uniwersytet w Nalandzie na długie stulecia stał się ośrodkiem życia umysłowego Indii. Podróżujący kupcy przenosili do innych krajów wieści o naukach buddyjskich. Zaciekawieni ludzie zapraszali buddystów z Indii, a ci nauczali tam ludność nowej religii. Czasem nowe nauki wspierali wielcy królowie, jak Aśoka w Indiach, Trisong Detsen w Tybecie czy nawet cesarze chińscy. Innym ważnym czynnikiem, który miał wpływ na szerzenie nauk buddyjskich poza Indiami, było skodyfikowanie pism buddyjskich, co stanowiło podstawę dla studiów filozofii buddyjskiej, a także prowadziło do dalszego rozprzestrzeniania się nauk.
Już w XIX w. uczeni brytyjscy, rosyjscy, niemieccy i francuscy zajmowali się tekstami buddyjskimi. Rozpoczynając od akademickich zainteresowań, niektórzy Europejczycy w końcu zmieniali religię na buddyzm. Tak powstały pierwsze wspólnoty buddyjskie w Europie. W XX wieku rozpoczął się nowy okres w historii buddyzmu: spotkanie z Zachodem. Nasilił się on wraz z wypędzeniem lamów z Tybetu przez Chińczyków. Wraz z przełomem w myśleniu świata zachodniego w latach sześćdziesiątych rozpoczęły się poszukiwania sensu i treści życia, a głębokie nauki buddyjskie odpowiadały na wiele pytań również w naszej kulturze. W tym czasie tysiące ludzi na Zachodzie zaczęło praktykować buddyzm i dołączać do wspólnot buddyjskich.
Tymczasem w Azji zainteresowanie buddyzmem się zmniejsza. Po inwazji Chin na Tybet w latach pięćdziesiątych i sześćdziesiątych, kultura Tybetu została prawie całkowicie zniszczona. Największe duchowe otwarcie na nauki buddyjskie ma w XXI wieku miejsce przede wszystkim w zachodniej części świata.

## Podstawowe założenia buddyzmu
Wiele różnych prądów/nurtów myśli buddyjskiej wyewoluowało z pierwotnego przekazu nauk Buddy Śakjamuniego po jego śmierci. Rozróżniają je nauki, praktyki, nacisk na wybrane wątki z nauki Buddy i kultura. Jednak mimo wielu znaczących różnic, istnieje również wiele wspólnych wątków dla wszystkich tradycji i szkół buddyjskich.

### Cztery Szlachetne Prawdy

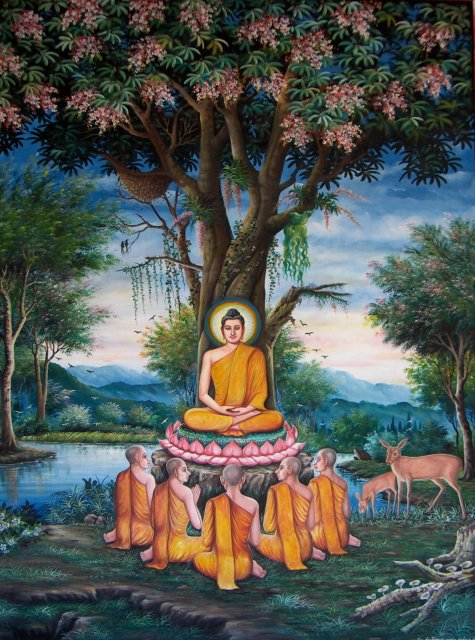
Budda objaśnia swe nauki Pięciu Ascetom w Parku Gazeli.

Podstawowe założenia buddyzmu wyłożone są w Czterech Szlachetnych Prawdach (pāli. cattāri ariya saccāni; sanskr. catvāry ārya satyāni), sformułowanych przez Buddę Śakjamuniego podczas pierwszego kazania w Parku Gazeli, w Sarnath. Cztery Szlachetne Prawdy są akceptowane bez zastrzeżeń przez wszystkie tradycje buddyjskie. Są to:
1. Pierwsza Szlachetna Prawda o Cierpieniu (pāli. dukkha ariya sacca; sanskr. arya duhkha satya) – „Narodziny są cierpieniem, starzenie się jest cierpieniem, śmierć jest cierpieniem. Smutek, lament, ból, zgryzota i rozpacz są cierpieniem. Towarzystwo nielubianych jest cierpieniem, rozłąka z ukochanymi jest cierpieniem. Niemoc uzyskania tego, co się chce, jest cierpieniem. Pokrótce – pięć skupisk istnienia związanych z przywiązaniem jest cierpieniem[14].”
2. Druga Szlachetna Prawda o Przyczynie Cierpienia (pāli. dukkha samudayo ariya sacca; sanskr. arya samudaya satya) – przyczyną cierpienia jest pragnienie[15].
3. Trzecia Szlachetna Prawda o Ustaniu Cierpienia (pāli. dukkha nirodho ariya sacca; sanskr. arya nirodha satya) – ustanie cierpienia to całkowite zaniknięcie i ustanie, wyrzeczenie się, zaniechanie, wyzwolenie, puszczenie pragnienia.
4. Czwarta Szlachetna Prawda o Ścieżce Prowadzącej do Ustania Cierpienia (pāli. dukkha nirodha gāmini paṭipadā ariya sacca; sanskr. arya mārga satya) – drogą do ustania cierpienia jest Szlachetna Ośmiostopniowa Ścieżka – właściwy pogląd, właściwe postanowienie, właściwa mowa, właściwe działanie, właściwy żywot, właściwe dążenie, właściwe skupienie, właściwa medytacja[16].

Dalsze nauki są wyprowadzane od Czterech Szlachetnych Prawd, stanowią ich analizę i rozwinięcie. Jednak do prawidłowego ich zrozumienia konieczne jest też zrozumienie doktryny nietrwałości oraz braku wiecznego „ja” (pali anattā sanskr. anatman), tzn. faktu, że wszelkie przejawiające się zjawiska pozbawione są trwałej „istoty”/substancji, że istnieją we wzajemnej współzależności, a nigdy niezależnie od warunków.

### Szlachetna Ośmiostopniowa Ścieżka
Szlachetna Ośmiostopniowa Ścieżka (także: Ośmioraka, Ośmioaspektowa) jest ścieżką praktyki. Przestrzeganie jej zaleceń i wskazań, zebranych w ośmiu regułach (stąd nazwa) ma prowadzić do całkowitego ustania cierpienia i – w konsekwencji – ostatecznego przejścia przebudzonej istoty z samsary do nirwany. Ośmioraka Ścieżka wynika z Czwartej Szlachetnej Prawdy, Prawdy o Ścieżce Prowadzącej do Ustania Cierpienia. Budda głosił naukę, że dzięki cnocie, wiedzy i skupieniu można osiągnąć doskonałość – Przebudzenie – a Cztery Szlachetne Prawdy i Ośmiostopniowa Ścieżka wyznaczają drogę, która wiedzie do osiągnięcia tego celu.

Koło Dharmy – kiedy przedstawiane jest z ośmioma szprychami symbolizuje Szlachetną Ośmiostopniową Ścieżkę

Aby w pełni zrozumieć Cztery Szlachetne Prawdy, Budda zalecał podążać Ośmioraką Ścieżką, na którą składają się:
1. Właściwy Pogląd – jest to poznanie Czterech Szlachetnych Prawd (pāli. sammā-diṭṭhi; sanskr. samyak-dṛṣṭi).
2. Właściwe Postanowienie – to postanowienie wyrzeczenia się złej woli i odstąpienie od wyrządzania wszelkiej krzywdy (pāli. sammā-saṅkappa; sanskr. samyak-saṃkalpa).
3. Właściwe Słowo – to powstrzymanie się od kłamstwa, od mowy powodującej nieporozumienia między ludźmi („dzielącej” mowy), mowy obelżywej, pustego gadania (pāli. sammā-vācā; sanskr. samyak-vāc).
4. Właściwy Czyn – to powstrzymanie się od zabijania, od kradzieży, od nieskromności (pāli. sammā-kammanta; sanskr. samyak-karmānta).
5. Właściwe Zarobkowanie – to powstrzymywanie się od zarobkowania przynoszącego szkodę innym istotom, takiego jak: handel bronią, żywymi istotami, odurzającymi napojami, trucizną, od rybołówstwa, rzeźnictwa, wojskowości, fałszu, zdrady, przepowiadania przyszłości, oszustwa, wykorzystywania itp. (pāli. sammā-ājīva; sanskr. samyak-ājīva).
6. Właściwy Wysiłek – to intencje i wysiłek, które nie pozwalają na powstawanie złych właściwości mentalnych, a pozwalają na powstanie dobrych (pāli. sammā-vāyāma; sanskr. samyak-vyāyāma).
7. Właściwa Uważność – zachowanie uważności we wszystkim, co się przedsięwzięło (pāli. sammā-sati; sanskr. samyak-smṛti).
8. Właściwa Medytacja – dążenie do osiągania stanów, w których znika „ego” (pāli. sammā-samādhi; sanskr. samyak-samādhi)[17][18].

Sanskryckie samyak i pālijskie sammā znaczą tyle, co „zwrócenie się ku jednemu”, „odwrócenie się od reszty”, „cały”, „wszystki”, „prawy”, „właściwy”, „prawdziwy.” Szlachetna Ośmiostopniowa Ścieżka jest przez niektóre szkoły/tradycje buddyjskie postrzegana jako poszczególne stopnie rozwoju, przez które musi przejść praktykujący. W myśl tego poglądu, poznanie i realizacja jednego stopnia, prowadzi konsekwentnie do następnego. Istnieje również pogląd przeciwstawny, który zaleca, by rozwijać wszystkie stopnie równolegle.
Szlachetną Ośmiostopniową Ścieżkę dzieli się bardzo często na trzy „grupy” reguł, które współtworzą i dookreślają główne cnoty: mądrość (pāli. paññā; sanskr. prajñā), moralność (pāli. sīla; sanskr. śīla) i skupienie (pāli. samādhi; sanskr. samādhi).

### Bodhi
Bodhi (pāli. i sanskr. dosłownie „przebudzenie”) – jest określeniem użytym przez Buddę w celu nazwania swojego własnego wewnętrznego doświadczenia. Słowo bodhi najczęściej jest tłumaczone jako „oświecenie”, jednak bardziej precyzyjnymi określeniami będą tu: „zrozumienie” lub „przebudzenie”, czyli przebudzenie ze snu (wcześniejszej) ignorancji (pāli. avijjā; sanskr. avidyā) i doświadczenie Trzech Cech istnienia (pali ti-lakkhana). Trzy Cechy istnienia to: nietrwałość (pāli. anicca), bolesność (pāli. dukkha) i brak niezmiennego „ja” (pāli. anatta). Buddyści wierzą, że – po osiągnięciu stanu bodhi – istota uwalnia się z samsary, czyli nieustannego cyklu narodzin i śmierci; tym samym – przebudzenie oznaczałoby tu uwolnienie się od cierpienia (którego nie należy w tym kontekście utożsamiać z bólem).
Do osiągnięcia bodhi prowadzi rozwinięcie pełnej doskonałości (pāli. pārami, sanskr. pāramitā) umiejętne stosowanie trzydziestu siedmiu czynników wyzwolenia (pāli. bodhi-pakkhiya-dhammā; sanskr. bodhi-pakṣa-dharma), zwanych „Skrzydłami ku Oświeceniu”.
Składają się na nie:
- Cztery podstawy uważności (pāli. satipaṭṭhāna)
- Cztery rodzaje właściwego wysiłku (pāli. sammappadhāna)
- Cztery podstawy sukcesu (pāli. iddhipāda)
- Pięć duchowych zdolności (pāli. indriya)
- Pięć duchowych mocy (pāli. bala)
- Siedem czynników Przebudzenia (pāli. bojjhaṇga)
- Ośmiostopniowa Szlachetna Ścieżka (pāli. ariya magga)[22]

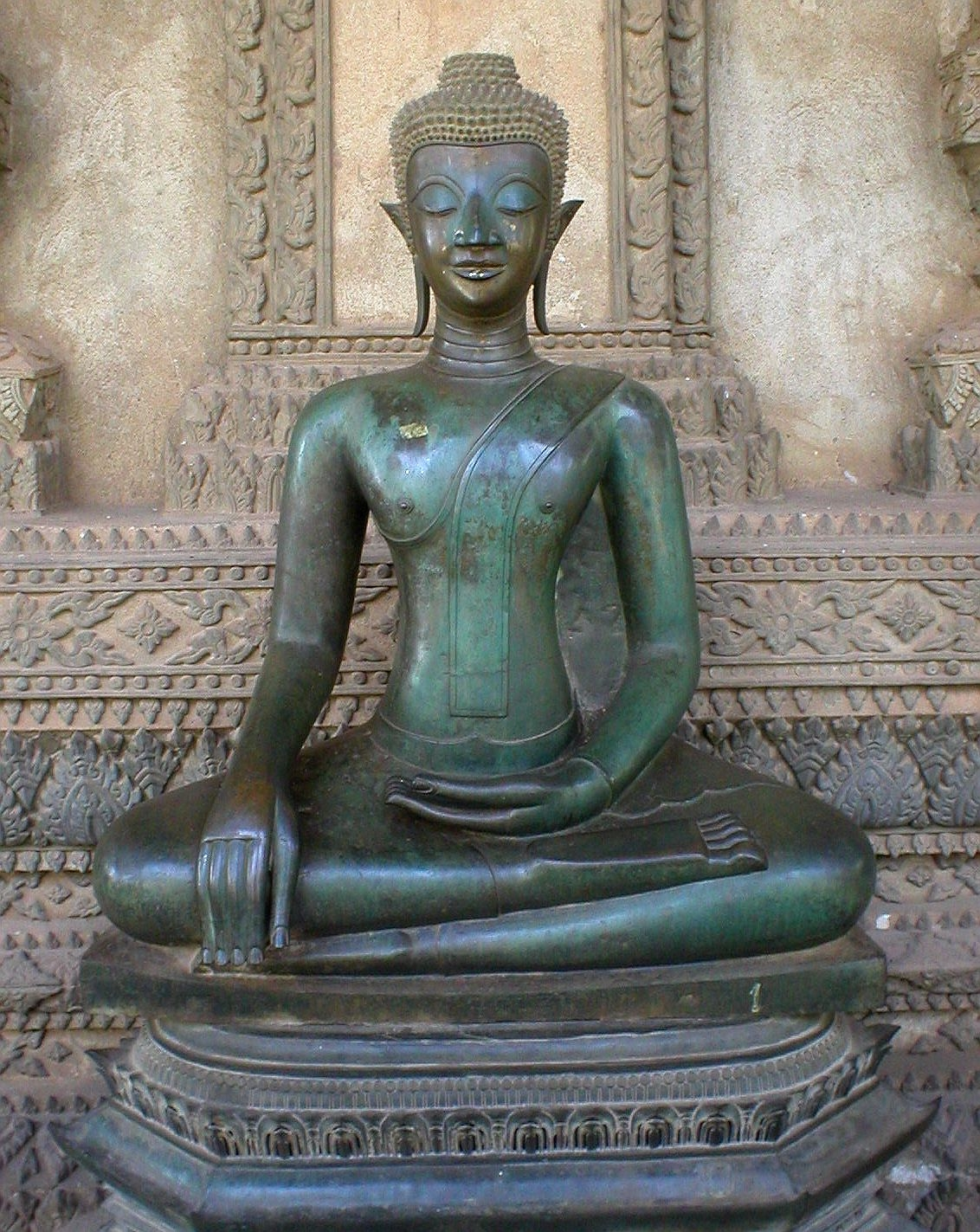
Sidhattha Gotama po osiągnięciu bodhi dotyka ziemi biorąc ją na świadka swego Przebudzenia; Muzeum Ho Phra Keo; Wientian, Laos (tradycja theravāda).

W momencie przebudzenia wszelka żądza (pāli. lobha), gniew (pāli. dosa; sanskr. doṣa), ułuda (pāli. moha, sanskr. maya), ignorancja, pragnienie (pāli. taṇhā; sanskr. tṛṣṇā) i fałszywa wiara w „ja” (pāli attā; sanskr. ātman) – znikają.
Wszystkie tradycje buddyjskie uznają istnienie trzech rodzajów Przebudzenia:
- Samo W Pełni Przebudzenie (pāli. sammāsambodhi; sanskr. samyaksambodhi) – inne nazwy to „Budda Powszechny” lub „Doskonałe Samoprzebudzenie”,
- Przebudzenie Ucznia (dosł. „Przebudzenie Przez Słuchanie”; pāli. sāvakabodhi; sanskr. śrāvakabodhi)
- Milczące Przebudzenie (pāli. paccekabodhi; sanskr. pratyekabodhi) zwane też „Osobistym Oświeceniem”.

Wraz z osiągnięciem stanu bodhi, Budda osiągnął trzy rodzaje wiedzy:
- wiedzę dotyczącą swoich poprzednich żywotów
- wiedzę dotyczącą prawa karmy
- wiedzę dotyczącą Czterech Szlachetnych Prawd

Ta sama wiedza staje się dostępna również w pozostałych „rodzajach” przebudzenia, dlatego są one tym samym przebudzeniem, co przebudzenie Buddy Powszechnego.
Trzy „rodzaje” Przebudzenia dotyczą tego samego doświadczenia wewnętrznego i różnią się od siebie jedynie możliwością tworzenia przekazu (pāli. sāsana) i – tym samym – formułowania nauki (pāli. dhamma; sanskr. dharma), czyli sposobu dzięki któremu inne istoty mogą same osiągnąć Przebudzenie.

### Nirwana

Nirwana – najwyższa buddyjska doskonałość

Nirwana (pāli. Nibbana; sanskr. Nirvāṇa) jest terminem oznaczającym ustanie wszelkiego pragnienia (wolność w ustaniu) (pāli. taṇhā; sanskr. tṛṣṇā). Porównuje się ją do zdmuchnięcia płomienia, co jest metaforą uwolnienia się przez czującą istotę od wszelkich namiętności. Buddyści uważają, iż przebudzona istota może żyć na tym świecie bez „chwytania się” (pāli. upādāna), czyli bez pragnień w stosunku do ludzi, zjawisk i przedmiotów, z powodu których powstaje cierpienie (nie mylić z ascezą). Jej działania będą wtedy wzbudzały owoce (pāli. vipāka), jednak tylko te, które nie przyczynią się do uczestniczenia w nieustannym cyklu narodzin i śmierci (pāli. vaṭṭa). Przebudzona istota, osiągnąwszy Nirwanę, odchodzi bowiem trwale ze świata przyczyny-i-skutku, co jest tożsame z ostatecznym uwolnieniem się z cyklu narodzin i śmierci. Warunkiem osiągnięcia Nirwany za życia jest uwolnienie umysłu od niewiedzy (pāli. avijjā; sanskr. avidyā) przez poznanie stosownych nauk i praktyk, prowadzących do trwałego uwolnienia się od cierpienia; jednak jej pełnia następuje dopiero po śmierci (pāli. Prinibbāna, sanskr. Parinirvāṇa).

### Sansara
Według nauk buddyzmu (podobnie jak i innych religii dharmicznych) wszystkie czujące istoty podlegają sansarze („niekończącej się wędrówce”): po śmierci, w zależności od nagromadzonej karmy, przechodzą na inny poziom egzystencji (przyjmują nową formę przeżywając nowe narodziny). Nieodłącznym elementem samsary jest cierpienie (dukkha). Co prawda życie na „wyższych” poziomach egzystencji jest szczęśliwe, jednak nawet tam występuje nieuchronna śmierć oraz powrót na „niższe” poziomy. Stąd też jedynym sposobem na zakończenie cierpienia jest wyzwolenie się z tego cyklu poprzez osiągnięcie nirwany. Należy jednak pamiętać, że klasyczny pogląd na ponowne narodziny i samsarę ulegał czasem mocnemu przekształceniu m.in. w buddyzmie wschodnim (chan, zen), w którym występuje interpretacja metaforyczna: wcielenia w poszczególnych niebach/piekłach samsary postrzegane są jako przenośne opisy stadiów rozwoju i stanów emocjonalnych/psychicznych człowieka, a obecne życie ludzkie uznawane jest za jedyne i niepowtarzalne.

#### Powstawanie w zależności
Przebudzenie (pāli. bodhi) Buddy Śakjamuniego było tożsame z wyzwoleniem od cierpienia i osiągnięciem pełnego wglądu w naturę rzeczywistości. Powszechnie akceptowana pośród szkół i tradycji buddyjskich nauka o Zależności Powstawania (pāli. paṭiccasamuppāda; sanskr. pratityasamutpada) mówi o uwarunkowanym powstawaniu (pāli. uppajjati) i wstrzymywaniu (pāli. nirujjathi) cierpienia (bolesności) (pāli. dukkha; sanskr. duḥkha).
Dla istot żyjących pozbawionych właściwego zrozumienia, a przez to pogrążonych w niewiedzy (pāli. avijjā; sanskr. avidyā) proces ten sprowadza się do podlegania ciągłej wędrówce (pāli. saṃsāra) w cyklu narodzin (pāli. jāti) oraz starzenia się i śmierci (pāli. jarāmaraṇa). Buddyści uważają, iż istoty posiadające „wgląd w to, jakie rzeczy są” (pāli. yathā-bhūta-ñāṇa-dassana; sanskr. yathā-bhūta-jñana-darśana), przez brak zauroczenia (pāli. nibbidā) i pożądania (pāli. virāgo) doznają wyzwolenia (pāli. vimutti) z owego cyklu, wstrzymując tym samym cierpienie i osiągając Nirwanę (pāli. Nibbāna; sanskr. Nirvāṇa).

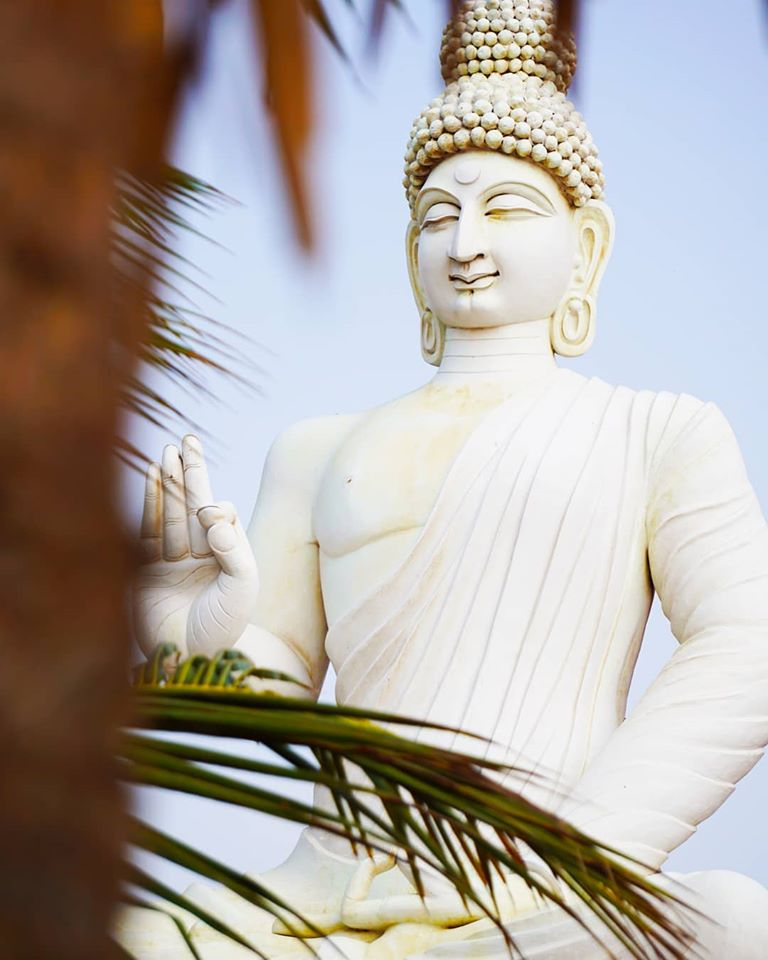
Budda

#### Sześć krain ponownych narodzin

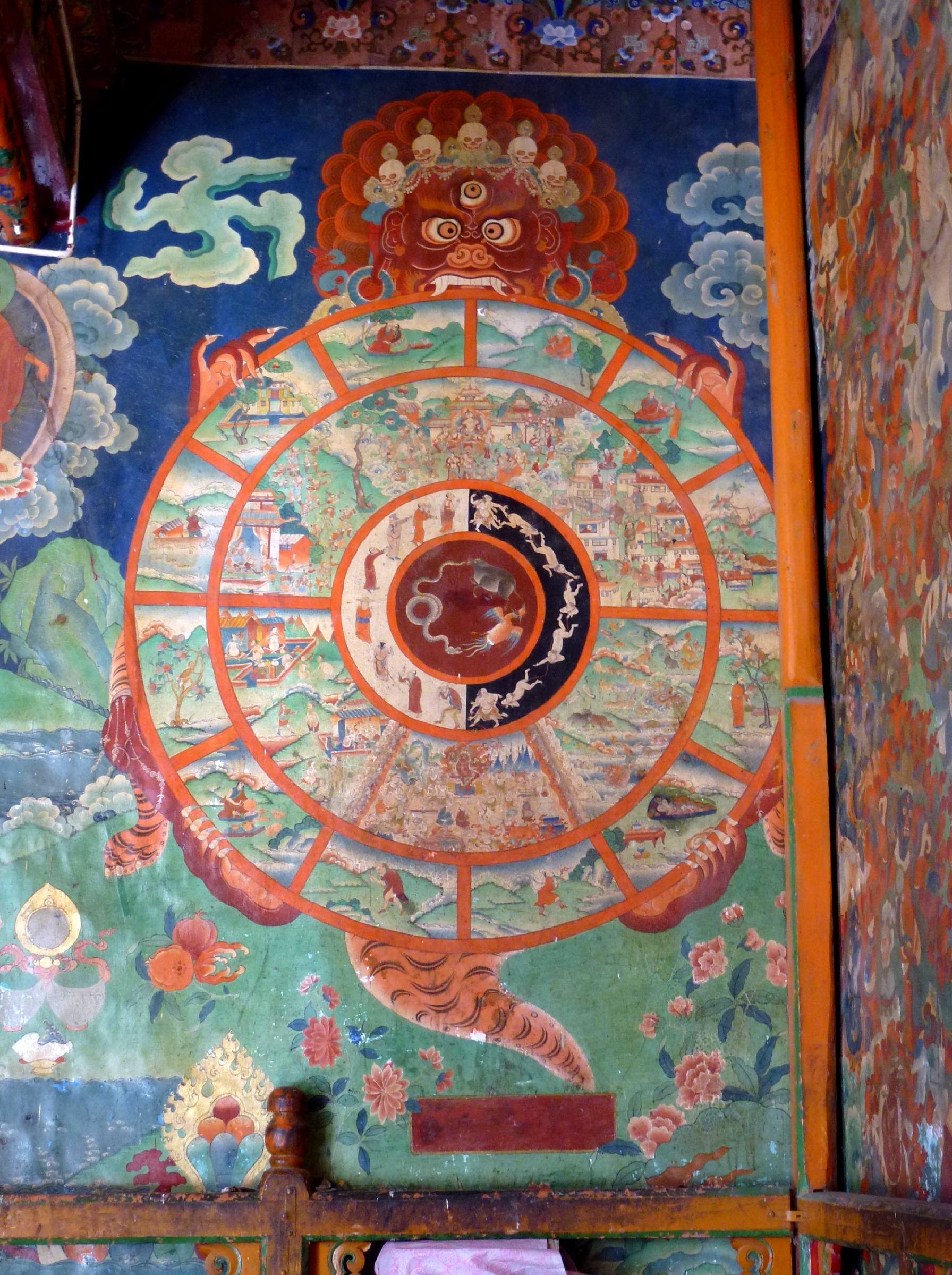
Tybetańskie Koło życia, na którym tradycyjnie zaznaczane jest Sześć światów

Według buddyzmu ponowne narodziny mogą nastąpić w jednej z sześciu krain ponownych narodzin. Są to następujące krainy:
1. bogowie,
2. tytani,
3. ludzie,
4. zwierzęta,
5. głodne duchy,
6. piekło.

Pierwsze trzy krainy są krainami szczęśliwych narodzin, podczas gdy trzy ostatnie – nieszczęśliwych.
Krainy te są tradycyjnie przedstawiane na kole życia. Szczęśliwe krainy znajdują się w górnej połowie, a nieszczęśliwe – w dolnej.
Chociaż istnieje wiele światów wyższych od świata ludzi, narodziny w tym ostatnim są najbardziej pożądane, gdyż tylko w nim możliwe jest osiągnięcie Oświecenia.
Doktryna sześciu światów jest albo interpretowana dosłownie, albo jako przenośne określenia stanów ludzkiego umysłu.
| „Głupiec mówi, że piekło mieści się pod morzem. Ja jednak mówię, że piekło jest nazwą dla bolesnego doznania.”Budda Siakjamuni |

Podsumowując sześć światów nakłada się na wizję wszechświata podzielonego na trzy strefy:
| Poziom | Nazwa poziomu                         | Odpowiadająca dhjana | Strefa                                  |
| ------ | ------------------------------------- | -------------------- | --------------------------------------- |
| 31     | Ani postrzeganie, ani niepostrzeganie | 8                    | Strefa poza formą (arupavacara)         |
| 30     | Nicość                                | 7                    | Strefa poza formą (arupavacara)         |
| 29     | Nieskończona świadomość               | 6                    | Strefa poza formą (arupavacara)         |
| 28     | Nieskończona przestrzeń               | 5                    | Strefa poza formą (arupavacara)         |
| 27-12  | Wyżsi bogowie                         | 4-1                  | Strefa czystej formy (rupavacara)       |
| 11-6   | Niżsi bogowie                         |                      | Strefa czystej formy (rupavacara)       |
| 5      | Tytani                                |                      | Strefa pragnień zmysłowych (kamavacara) |
| 4      | Ludzie                                |                      | Strefa pragnień zmysłowych (kamavacara) |
| 3      | Głodne duchy                          |                      | Strefa pragnień zmysłowych (kamavacara) |
| 2      | Zwierzęta                             |                      | Strefa pragnień zmysłowych (kamavacara) |
| 1      | Piekło                                |                      | Strefa pragnień zmysłowych (kamavacara) |

Kosmologia buddyjska nakłada się na buddyjską teorię medytacji – poszczególne stopnie zagłębienia w medytacji (dhjana) odpowiadają konkretnym poziomom egzystencji, tak jak zaznaczono to w tabeli.

#### Reinkarnacja a brak osobowego „ja”

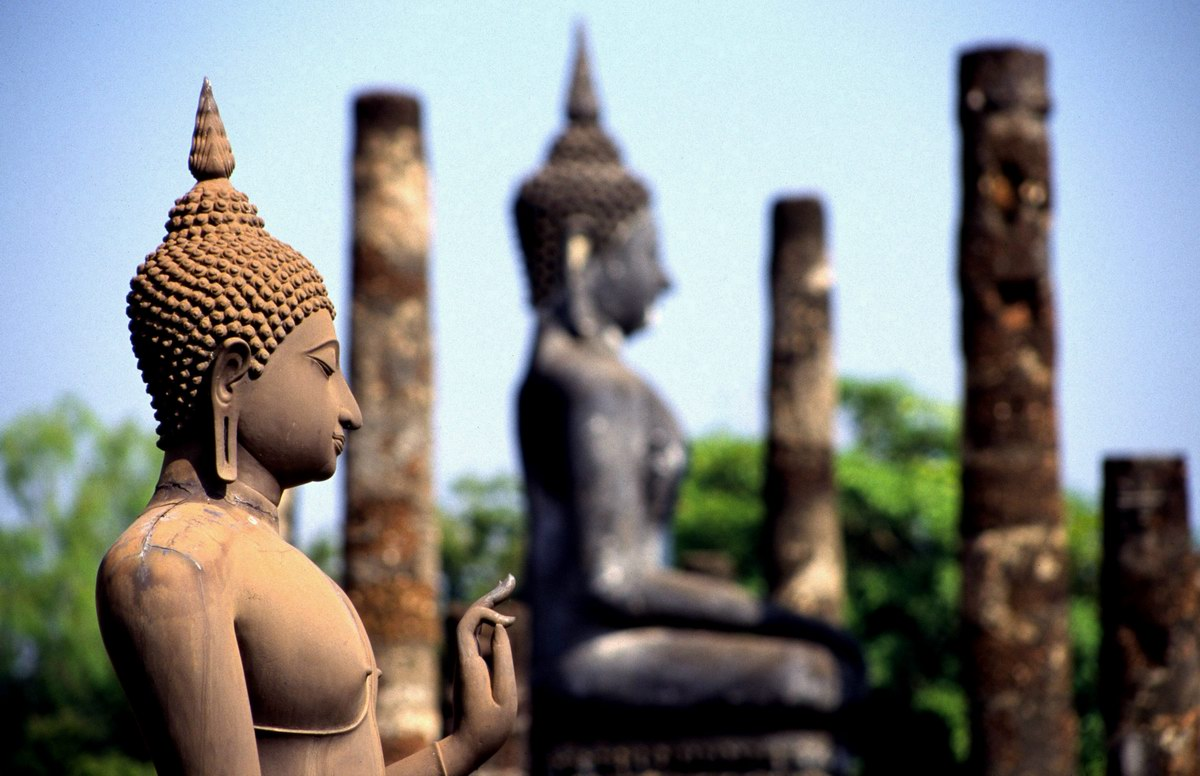
Historyczny park Sukhothai

Według buddyzmu po śmierci następuje rozpad człowieka na pięć skandh. Buddyści przyjmują, że nie ma nic niezmiennego, co mogłoby przechodzić do następnego życia. Nie ma żadnego wiecznego osobowego „ja”, „duszy”, „atmana”. Karma z poprzedniego życia może jednak mieć wpływ na następne, zgodnie z prawem przyczyny i skutku. To jak gra w bilard – biała bila trafia w kolejną, popychając ją do przodu. Kolejna bila jest różna od poprzedniej, ale przeszła na nią jej energia. Podobnie kolejne życie jest różne od poprzedniego, ale ma na nie wpływ poprzednia karma. Strumień świadomości, niosący w sobie karmiczne nasiona z poprzednich żywotów manifestuje się w kolejnym ciele, którego kształt i miejsce odrodzenia zależne jest od tychże nasion karmicznych. W czittamatrze nośnikiem nasion jest alajawidżniana, w madhjamace szósta, mentalna świadomość. Gdy znika niewiedza (wiara w trwałe i niezmienne osobowe „ja”), znikają także karmiczne przyczyny odradzania się.
W obrębie buddyzmu istnieje również pogląd na metaforyczną naturę nauki o wielu wcieleniach. Należy też zwrócić uwagę na współczesny pogląd o zapożyczeniu przez Buddę języka wed, w tym pojęcia prawa karmy, do opisu nowych, autorskich pojęć z obszaru psychologii. Pogląd ten jest wynikiem wprowadzenia zachodniej metodologii badań nad kontekstem kulturowo-społecznym do opisu buddyzmu jako zjawiska rewolucyjnie nowego i wyróżniającego się na tle ówczesnego krajobrazu duchowego Indii (jego przedstawicielem jest np. Stephen Batchelor).

### Pustość
Podstawą wszelkiego istnienia według buddyzmu jest pustość (pustka, pāli. suññata; sanskr śūnyatā). Termin ten budzi negatywne skojarzenia w zachodniej kulturze i prowokuje niesłuszne oskarżenia o nihilizm. Tymczasem chodzi tu o brak (pustkę) własnej natury zjawisk. Zjawiska przejawiają się, jednak nie mają własnej esencji, gdyż są zależne od wielu czynników. Pojawiają się w określonych warunkach, trwają przez jakiś czas, następnie znikają. Istnieją jedynie w zależny sposób, nie mają więc, w tym znaczeniu, realnego bytu.
Nietrwałość ta dotyczy także istot żywych, które również nie posiadają swojej substancji (atmana, duszy); koncepcja ta nosi nazwę anatman. Według buddyzmu istnienie niezmiennego ego jest jedynie iluzją. Człowiek składa się bowiem z pięciu skupisk (skandha), z którymi nie można się identyfikować, a które ulegają rozpadowi przy śmierci fizycznego ciała.
Oprócz tych pięciu skupisk istnieje jednak (przynajmniej wedle niektórych tradycji, jak Czittamatra) umysł („czysta świadomość”), który jako jedyny nie podlega unicestwieniu.

### Karma
Karma (pāli. kamma) oznacza dosłownie „działanie” lub „akcja”. Często termin ten jest utożsamiany z tzw. „prawem karmy”, czyli „prawem przyczyny i skutku” (pāli. kamma-vipāka). Karma oznacza świadome działanie wynikające z realizacji określonego celu lub woli jego osiągnięcia oraz skutek tego działania (pāli. vipāka), który jest następnie doświadczany przez podejmującego akcję i innych.
Buddyjskie pojmowanie karmy różni od innych religii to, że skutek czynu nie jest tu z góry ustalony (tak jak to się ma np. w protestantyzmie i naukach o predestynacji). Określony czyn nie ma zdeterminowanego skutku, który musi zaistnieć. Takie pojmowanie karmy obala mit fatalizmu, który często niesłusznie przypisuje się buddyzmowi.

Powiadam wam, o mnisi, zamierzone [działanie] jest karmą. Zgodnie z wolą istoty podejmują działanie ciałem, mową i myślą

{{Cytat}} Brakujące pola: treść. Przestarzałe pola: 1.

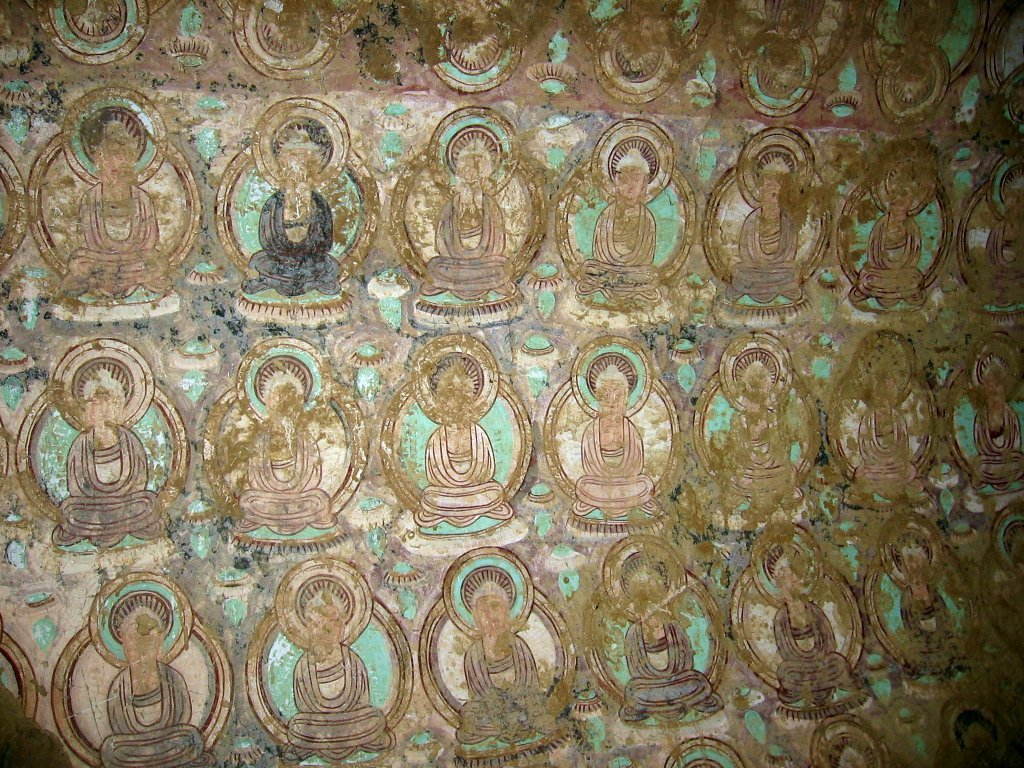
Freski naskalne przedstawiające wielu buddów; Bezeklik nieopodal Turfan w Sinciangu; Chiny. Tradycja mahāyana.

Moralna odpowiedzialność za podjęte czyny leży w ich inicjatorach:

Jestem właścicielem mych działań, spadkobiercą mych działań, narodzony z mych działań, powiązany z mymi działaniami, me działania są mym sędzią. Cokolwiek uczynię, prawość lub nieprawość, stanę się tego spadkobiercą

{{Cytat}} Brakujące pola: treść. Przestarzałe pola: 1.
Buddyści wierzą, że efekty podejmowanych przez nich działań będzie miał wpływ nie tylko na ich obecne życie, ale także na ich przyszłość i przyszłe narodziny.

### Maja(iluzja)
Ludzie według buddyzmu są uwikłani przez swoje namiętności i cierpienia w świat złudzeń nazywany „maja” i przez to nie dostrzegają prawdy. Gdyby do niej dotarli, nie doznawaliby cierpienia, gdyż wszelkie psychiczne cierpienie jest efektem niewłaściwego (zwykle dualistycznego i oceniającego) widzenia świata. Jakiekolwiek działania w obrębie „maja” nie dają zdaniem buddystów trwałego szczęścia, gdyż każdy pozytyw jest tutaj obarczony (prędzej czy później) negatywem. Narodziny pociągają za sobą śmierć, miłość – strach przed jej brakiem, przyjemność – uzależnienie itp. Aby żyć naprawdę, trzeba najpierw zobaczyć rzeczy takimi, jakimi są. Wtedy właściwe działanie przychodzi spontanicznie.

### Ścieżka do„Doskonałego Oświecenia”
Cały zakres terminologii teorii i praktyk kulminacyjnego historycznego rozwoju buddyzmu, już od czasów wizyty w Tybecie Atiśy (sanskr. Ôtish Dipôngkor Srigên, po tybetańsku zwany Serlingpą, Wylie. gser-gling-pa; 980-1054 r.) z bengalskiego centrum monastycznego Vikramashila, zwięźle i kompleksowo ujęto jako lamrim, tj. „Stopniową Ścieżkę do Oświecenia” w buddyzmie tybetańskim. Buddyzm tybetański pochodzi z ostatniego rozwoju buddyzmu jaki docierał z regionów związanych Indiami i zawiera jako jedyny wszystkie trzy jego główne nurty: hinajanę (Wylie. theg dman gyi bstan pa), mahajanę (Wylie. theg chen gyi bstan pa), wadżrajanę (Wylie. rdo rje theg pa’i bstan pa) z tantrami jogi najwyższej. Tradycyjny układ Lamrimu, który kończy się wprowadzeniem do wadżrajany, wygląda następująco:
I. Poleganie na mistrzu dharmy, podstawa „Ścieżki”
1) Mistrz dharmy
II. Poziom podstawowy (korzystna reinkarnacja)
2) Cenne ludzkie odrodzenie
3) Śmierć i nietrwałość
4) Cierpienia w niższych światach (sansara)
5) Schronienie
6) Karma
III. Poziom pośredni (nirwana)
7) Cierpienia ogólne i cierpienia w wyższych światach (sansara)
8) Splamienia
9) Ścieżka do wyzwolenia
IV. Poziom najwyższy (trzy ciała Buddy)
10) Rozwinięcie i utrzymywanie Bodhiczitty
11) Praktyka Bodhisattwy (mahajana)
12) Trenowanie w wyciszeniu umysłu (Wylie. zhi gnas, skt. śamatha)
13) Trenowanie we wglądzie w naturę rzeczywistości (Wylie. lhag mthong, skt. vipaśyanā)
14) Etapy mahajany
15) Poziomy mahajany
16) „Doskonałe Oświecenie”
17) Wyjątkowa ścieżka wadżrajany prowadząca do trzech ciał Buddy („Doskonałego Oświecenia”)
Popularne podręczniki do Lamrimu to „Klejnotowa Ozdoba Wyzwolenia” Gampopy i „Wielka Wykładnia Stopni na Ścieżce” Congkhapy. Natomiast w centrach monastycznych buddyzmu tybetańskiego oprócz kluczowych tantr buddyjskich studiuje się tzw. „Pięć dziedzin buddyzmu”: vinaję (etykę), abhidharmę (psychologię), pramanę (epistemologię i logikę), pradżniaparamitę (filozofię; tzw. „sutry serca”), madhjamakę (doktryny tzw. „Środkowej Ścieżki”) i inne dzieła uzupełniające, np. gramatykę sanskrytu.

## Praktyka

### Schronienie w Trzech Klejnotach

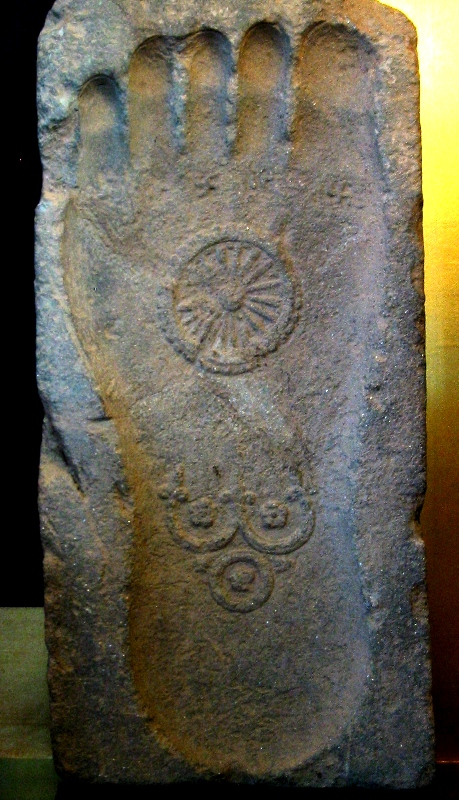
Ślad stopy Buddy z Kołem Życia i Trzema Klejnotami, I wiek n.e., Gandhāra.

W większości szkół tradycyjnie pierwszym krokiem, jaki osoba chcąca zostać buddyst(k)ą powinna wykonać, jest przyjęcie schronienia w Trzech Klejnotach (pali ti-ratana, sans. tri-ratna), co jest podstawą praktyki. Tymi klejnotami są:
1. Budda – odnosi się to zarówno do postaci historycznej, jak i (przede wszystkim) do ideału buddy. Przyjęcie tego schronienia oznacza wiarę w Oświecenie osiągnięte przez Buddę, zaufanie do jego nauk[40], oraz motywację osiągnięcia podobnego doświadczenia jakie stało się udziałem Siakjamuniego. Budda może również oznaczać nie tyle historyczną postać, ale doskonałą mądrość, która rozumie dharmę i widzi rzeczywistość taką, jaką jest.
2. Dharma – nauki Buddy, prowadzące do ustania cierpienia. W mahajanie można to schronienie rozumieć jako ostateczną rzeczywistość, będącą nierozłączną od buddy.
3. Sangha – W tradycyjnym rozumieniu zgromadzenie mnichów i mniszek, stojące na straży nauk Buddy i dające przykłady na ich prawdziwość. W szerokim ujęciu są to wszyscy praktykujący Dharmę.

### Etyka
Sanskryckie słowo śīla lub palijskie sīla jest tłumaczone jako „moralność”, „etyka”, „cnota”. Jest to działanie poprzez ciało, mowę lub umysł, które wymaga celowego wysiłku. Jest to jedna z „trzech praktyk” (sila, samadhi i panya) i druga paramita.
Sila jest podstawą dla rozwoju umysłu. Jej kultywowanie rozwija nie tylko spokój ducha kultywującego, ale również pokój wśród społeczeństwa. Zgodnie z Prawem Karmy cnotliwe życie jest zasługą i daje szczęśliwe efekty, chroniąc kultywującego przed narodzinami na nieszczęśliwych poziomach egzystencji.
Jest kilka poziomów sily dla ludzi o różnym stopniu zaawansowania w praktyce: od świeckich poprzez mnichów-nowicjuszy po zaawansowanych mnichów. Ludzie świeccy starają się zwykle przestrzegać pięciu wskazań, które są wspólne dla wszystkich buddyjskich szkół. Jeśli chcą, mogą również przestrzegać ośmiu wskazań, które dodają elementy ascetyzmu.
Pięć podstawowych wskazań to:
1. Powstrzymywać się od odbierania życia.
2. Powstrzymywać się od brania tego, co nie jest dane.
3. Powstrzymywać się od złego seksualnego prowadzenia się.
4. Powstrzymywać się od fałszywej mowy.
5. Powstrzymywać się od zażywania intoksyków, które prowadzą do nieuwagi.

Buddyjskie wskazania nie są nakazami, ale zaleceniami, jakimi należy się kierować, aby rozwijać się na drodze praktyki. Według buddyzmu kultywacja etyki i szczodrości (dana) same w sobie rozwijają świadomość do takiego stopnia, że narodziny w niebie są prawdopodobne, nawet jeśli nie ma dalszej buddyjskiej praktyki.
W ośmiu wskazaniach trzecie wskazanie (na temat złego seksualnego prowadzenia się) staje się bardziej restrykcyjne i oznacza wskazanie celibatu. Trzy dodatkowe wskazania to:
6. Powstrzymywać się od jedzenia w zakazanym czasie (tj. po południu).
7. Powstrzymywać się od tańca, śpiewu, muzyki, oglądania przedstawień, noszenia girland, używania perfum i upiększania ciała kosmetykami.
8. Powstrzymywać się od spania w wysokich i luksusowych łożach.

### Medytacja
Głównym celem buddystów jest transformacja swojego umysłu, a medytacja jest głównym środkiem ku temu celowi. Ma ona dać wgląd w działanie umysłu i możliwość rozwoju koncentracji, jasności umysłu i pozytywnych uczuć. Medytacja ma na celu uzyskanie wglądu w naturę świata i dostrzeżenie pustości wszelkich zjawisk i braku własnego „ja”, dzięki czemu możliwe jest wyzbycie się pragnień i przywiązań. Jest określana jako „bezwysiłkowe pozostawanie w tym, co jest”
Waga medytacji dla buddyzmu wynika z przekonania, iż Budda głosił, że wyzwolenia należy poszukiwać wewnątrz siebie oraz że sam poprzez medytację osiągnął Oświecenie. Medytacja jest ostatnim z trzech elementów Ośmiorakiej Ścieżki, obejmującym trzy ostatnie punkty.
Wszelkie wizje pojawiające się podczas głębokiej medytacji nie są jej celem, a jedynie skutkiem ubocznym i mogą być traktowane jako przeszkoda.
Dwa główne rodzaje medytacji w buddyzmie to samatha (medytacja spokoju) i vipassana (medytacja wglądu).

#### Samatha
Samatha polega na utrzymywaniu umysłu w stanie koncentracji i wyciszenia. Osiąga się to poprzez koncentrację na wybranym obiekcie medytacji. Obiektów tych jest 40. Medytacja samatha ma dawać trzy korzyści: szczęście w obecnym życiu, szczęśliwe odrodzenie i uwolnienie się od umysłowych skaz, co jest warunkiem uzyskania wglądu.

#### Wipassana
Wipassana polega na obserwacji pewnych aspektów własnego życia. Istnieje wiele sposobów praktykowania vipassany, jednak najbardziej tradycyjna polega na świadomości oddechu, a następnie przejściu do obserwacji wszelkich innych pojawiających się zjawisk fizycznych i umysłowych. Praktykujący vipassanę powinien również starać się być uważny przez cały czas, także podczas wykonywania codziennych czynności.
Vipassana ma na celu rozwój uważności, dzięki czemu praktykujący ma stać się bardziej świadomym wydarzeń mających miejsce dookoła niego i własnych procesów myślowych. Ma również prowadzić do wyzbycia się negatywnych emocji poprzez dostrzeżenie ich, zanim się w pełni rozwiną i likwidację ich poprzez obserwację (nie stłumienie). Celem medytacji vipassana jest uzyskanie wglądu w naturę rzeczywistości i rozproszenie iluzji, która nie pozwala jej dostrzec.
Medytacja vipassana jest uznawana za ważniejszą od samathy, gdyż efekty tej drugiej praktyki są krótkotrwałe, a vipassana prowadzi do zrozumienia, co z kolei jest warunkiem wyzwolenia. Vipassana jest najważniejszą praktyką w tradycji theravada.

#### Inne formy medytacji
Medytacja wyciszenia samatha nie jest jedynym rodzajem medytacji w teorii buddyzmu. Ostatecznym celem medytacji jest usunięcie całkowite cierpienia i jego przyczyn oraz osiągnięcie „Doskonałego Oświecenia”. Przyczynami cierpienia są opisane według Dwunastu Ogniwach Współzależnego Powstawania: niewiedza oraz splamienia umysłu.
W buddyzmie, rozpatrując jego różne tradycje, można wyróżnić cztery sposoby medytacji nakierowanej na usunięcie splamień:
1. porzucenie splamień poprzez dożywotnią moralną dyscyplinę wyrzeczenia się niewłaściwych czynów i wykonywania właściwych,
2. niepodleganie splamieniom poprzez angażowanie się w stany im zaprzeczające (stosując antidotum) aż do ich usunięcia, np. praca z pożądaniem cielesnym przy zastosowaniu kontemplacji nad obrzydliwością wnętrza ciała,
3. użycie splamień jako użytecznych punktów odniesienia podczas medytacji nad ich naturą jako naturą rzeczywistości i umysłu siunjata aż do osiągnięcia braku splamień,
4. przekształcenie bezpośrednio splamień w aktywności do oświecenia poprzez praktyki tantryczne w wadżrajanie.

W buddyzmie therawady samatha i vipassana są głównymi medytacjami. Tym niemniej w innych tradycjach buddyzmu samatha i vipassana również występują, chociaż w ramach innych praktyk tj. w buddyzmie zen w ramach praktyki zazen, w buddyzmie tybetańskim w ramach wizualizacji jidama związanych z praktyką tantr, czy w buddyzmie Czystej Krainy w ramach recytacji imienia Buddy.

## Sztuka

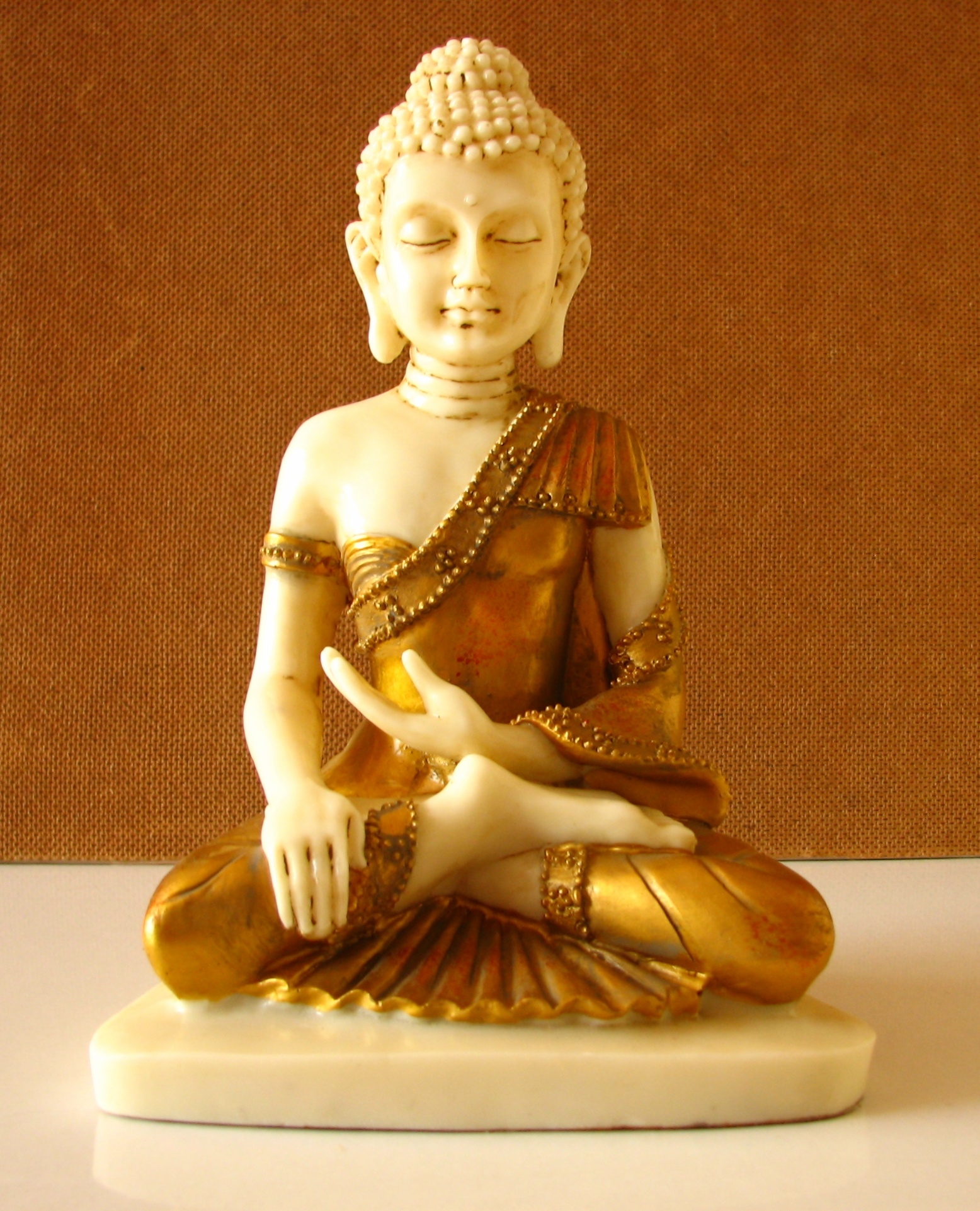
Statuetka Buddy.

Najczęstszym motywem sztuki buddyjskiej jest postać Buddy. Początkowo był on przedstawiany jedynie w postaci symbolu, jednak już na początku naszej ery zaczęto tworzyć jego wizerunki w postaci ludzkiej. Jego rzeźby, posągi i obrazy noszą w sanskrycie nazwę buddharupa. Mają one na celu nie tyle upamiętniać historyczną postać, ile raczej stanowić przypomnienie o drzemiącym w ludziach potencjale osiągnięcia Oświecenia, jak również napawać oglądającego spokojem, inspirować go do osiągnięcia szczęścia.
Innymi przedstawianymi postaciami są bodhisattwowie i inne bóstwa. Sztuka buddyjska przejawia się także w płaskorzeźbach i architekturze. Szczególnym jej rodzajem są mandale.

## Odłamy buddyzmu

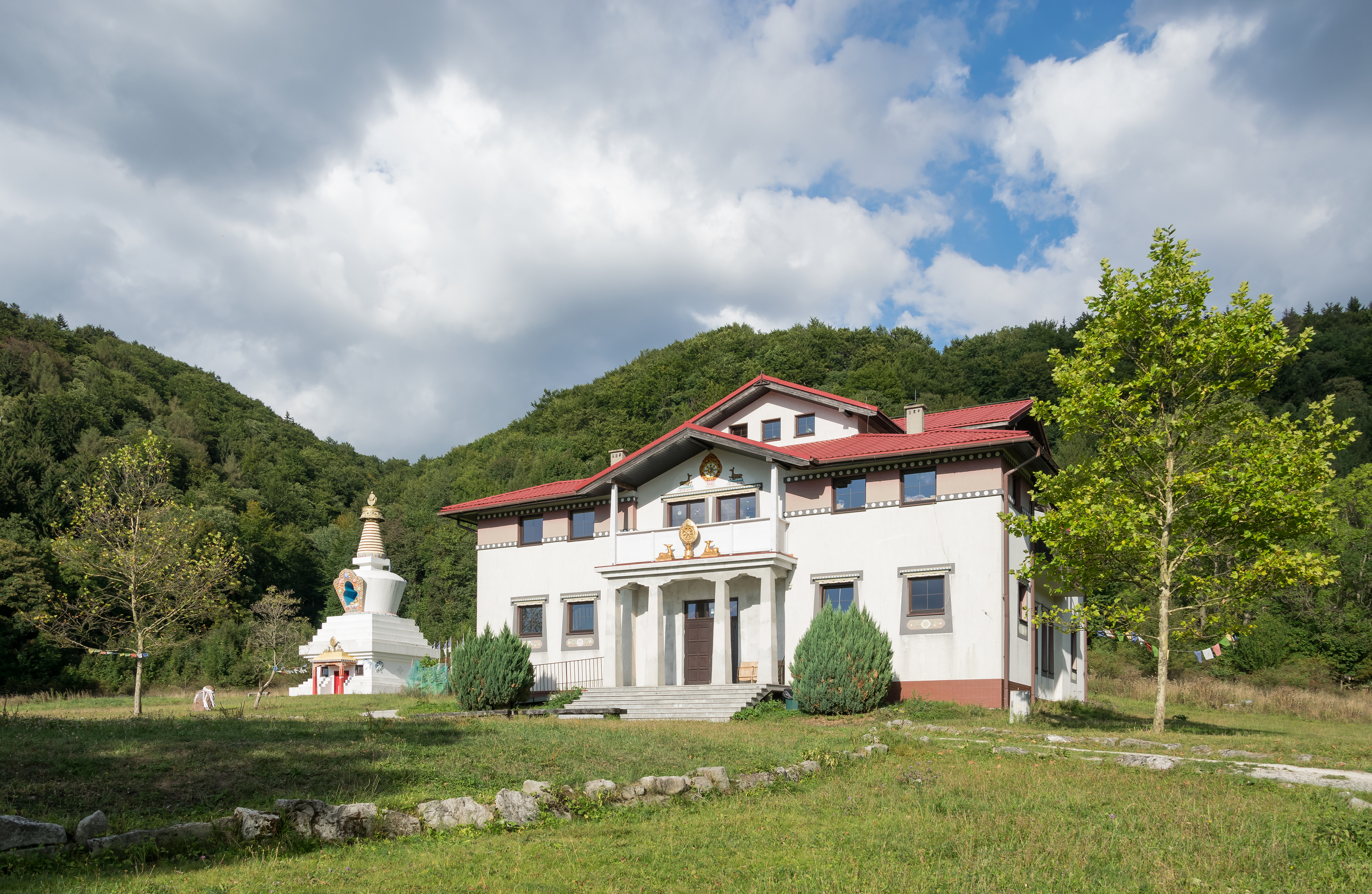
Gompa Drophan Ling w Darnkowie

Rdzeń nauk buddyjskich, do który zalicza się Cztery Szlachetne Prawdy, Szlachetną Ośmioraką Ścieżkę, Trzy Cechy Istnienia, dwanaście ogniw współzależnego powstawania są wspólne dla wszystkich szkół. W szkołach Mahajany różnice filozoficzne i rozdział na hinajanę, Mahajanę i Wadżrajanę tłumaczony jest tym, że Budda Śiakjamuni udzielał nauk o różnym stopniu złożoności i charakterze, przeznaczonych dla różnych odbiorców. Nauki te stanowią podstawę rozmaitych tradycji. Obecnie możemy wyróżnić kilka głównych tradycji:
- Theravada („Droga Starszych” – nieprawidłowo nazywana hinajaną) – jedyna szkoła jaka przetrwała spośród szkół wywodzących się z tradycji Sthaviravada,
- Mahajana (zawierająca również niektóre podstawowe nauki Hinajany):
  - Chan (jap. zen)
  - Zen (tradycja japońska)
  - Sŏn (tradycja koreańska)
  - Szkoła Czystej Krainy
  - Amidyzm
- Mahajana (zawierająca również niektóre podstawowe nauki Hinajany oraz szczególne metody Wadżrajany):
  - Tendai
  - Shingon
  - Buddyzm tybetański (zawierający unikalne metody tantr Jogi Najwyższej):
    - Ningma
    - Kagju
    - Sakja
    - Dzionang
    - Gelug

## Doktryna anatmana
Anatman (sanskryt: anātman, pali: anattā) -  to jedna z fundamentalnych doktryn buddyzmu, oznaczająca brak trwałej, niezmiennej jaźni. W przeciwieństwie do hinduizmu, który zakłada istnienie wiecznego ātman – duszy lub tożsamości jednostki – buddyzm naucza, że wszystko, co składa się na istotę ludzką, jest nietrwałe, uwarunkowane i pozbawione własnej esencji. Anatman stanowi jedno z trzech znamion istnienia (obok dukkha – cierpienia i anicca – nietrwałości), a jego zrozumienie jest kluczowe dla duchowej praktyki prowadzącej do wyzwolenia (nirvāṇa).

### Składniki człowieka według buddyzmu
Buddyzm nie postrzega człowieka jako posiadającego duszę. Zamiast tego opisuje istnienie jako złożone z pięciu agregatów (skandha, khandha): formy materialnej (rūpa), uczuć (vedanā), percepcji (saññā), formacji mentalnych (saṅkhāra) oraz świadomości (viññāṇa). Budda w tekście Mahāvagga stwierdza:
„Ciało, mnisi, nie jest jaźnią (…) uczucia nie są jaźnią (…) percepcja nie jest jaźnią (…) świadomość nie jest jaźnią.”  
Każdy z tych składników jest nietrwały, zależny od warunków i nie może być utożsamiany z niezmiennym „ja”.

### Anatman w analizie umysłu
Jak podkreśla Jacek Sieradzan, umysł w buddyzmie nie jest jednostkową substancją, ale dynamicznym zbiorem funkcji poznawczych i emocjonalnych. Zgodnie z jego ujęciem:
„Nie można powiedzieć, że jednostka ‘posiada’ świadomość/umysł, ponieważ stanowi ona/on rezultat ogromnej ilości uwarunkowanych i bezosobowych wydarzeń z przeszłości i teraźniejszości.”  
Tym samym świadomość nie jest podmiotem przeżyć, lecz procesem ich powstawania i zanikania.

### Znaczenie medytacyjne, etyczne i egzystencjalne
Doktryna anatmana nie jest jedynie teorią – ma ogromne znaczenie praktyczne. W medytacji vipassanā praktykujący obserwuje ciało, uczucia i myśli jako zjawiska pojawiające się i znikające. Nie odnajduje się tam „ja” – zamiast tego dostrzega się bezosobowy strumień zdarzeń. Medytacyjne urzeczywistnienie anattā prowadzi do wyzwolenia od cierpienia, ponieważ iluzja „ja” jest źródłem przywiązania i awersji.
Etycznie, zrozumienie anattā wzmacnia postawy współczucia i życzliwości. Skoro nie istnieje trwałe „ja”, granica między „ja” a „innymi” ulega osłabieniu — co prowadzi do większej otwartości na cierpienie innych istot. Doktryna ta wpływa również na stosunek jednostki do śmierci i przemijania: zamiast lęku przed unicestwieniem pojawia się akceptacja nietrwałości, wynikająca z uświadomienia, że nie istnieje nic stałego, co mogłoby zostać utracone.

### Anatman a reinkarnacja
Wbrew pozorom, odrzucenie duszy nie wyklucza w buddyzmie możliwości odradzania się. Zachodzi ono dzięki współzależnemu powstawaniu (paṭicca samuppāda) – łańcuchowi przyczyn i skutków. Ciągłość świadomości nie wymaga trwałego „podmiotu”. Jak pisze Walpola Rahula:
„Nie ma żadnej jaźni, którą trzeba by było unicestwić – ponieważ taka nie istnieje.”  

### Mahajana i reinterpretacje
W buddyzmie mahajany koncepcja anatmana została pogłębiona – nie tylko osoba, lecz także wszystkie zjawiska są „puste” (śūnya) i pozbawione niezależnej esencji (svabhāva). Szkoła madhjamaka podkreślała, że nie należy przywiązywać się do żadnej ontologii – ani istnienia, ani nieistnienia jaźni.

Jednocześnie w tekstach mahajany pojawiają się pojęcia takie jak tathāgatagarbha (natura Buddy), które mogą sprawiać wrażenie esencjalistyczne. Część uczonych, np. Shōhei Matsumoto, uważa je za sprzeczne z pierwotnym buddyzmem:
„Tathāgatagarbha nie jest doktryną buddyjską – przywraca esencjalizm charakterystyczny dla upaniszadowej jaźni.”  
Inni interpretatorzy widzą w nich jedynie pedagogiczne metafory duchowego potencjału.

### Współczesne interpretacje
Współczesna psychologia i neuronauka wskazują, że pojęcie jednolitego „ja” może być rozumiane jako konstrukcja poznawcza, a nie trwała substancja. W badaniach nad świadomością często podkreśla się, że poczucie tożsamości wynika z dynamicznych procesów mózgowych, takich jak pamięć, uwaga czy integracja doznań zmysłowych. Takie rozumienie tożsamości pozostaje w zgodzie z buddyjską koncepcją anatmana, która odrzuca istnienie niezmiennej jaźni.
Podobne podejście można odnaleźć w niektórych nurtach psychoterapii, takich jak terapia akceptacji i zaangażowania (ACT) czy terapia poznawcza oparta na uważności (MBCT). Metody te zakładają, że utożsamianie się z własnymi myślami i emocjami może prowadzić do cierpienia, a dystansowanie się od sztywnego pojęcia „ja” sprzyja większej elastyczności psychicznej i lepszemu radzeniu sobie z trudnościami.

### Anatman a atman w hinduizmie
W hinduizmie ātman to wieczna, niezmienna dusza, która w filozofii wedanty utożsamiana jest z brahmanem – absolutem. Celem duchowym jest zjednoczenie z tym absolutem. Buddyzm całkowicie odrzuca tę metafizykę – podkreśla, że wszystko, co istnieje, jest uwarunkowane i pozbawione trwałej esencji.
Ten kontrast między anatmanem a atmanem stanowi jedną z najgłębszych różnic między obiema religiami. Buddyzm proponuje nie afirmację „prawdziwego ja”, ale urzeczywistnienie nie-ja jako drogi do wolności.

### Zróżnicowanie ujęcia anatmana w różnych tradycjach buddyjskich
W tradycji theravādy doktryna anatmana (anatta) odnosi się bezpośrednio do pięciu skupisk (khandh), z których składa się człowiek – żadne z nich nie stanowi trwałej jaźni. Umysł (mano, citta, viññāṇa) traktowany jest jako zjawisko uwarunkowane, podlegające przemianom i pozbawione istoty. W mahājanie pojęcie nie-jaźni (anatman) zostaje rozszerzone na wszystkie zjawiska (dharma-nairātmya), a umysł, mimo że w swej istocie pusty (śūnya), może być postrzegany jako pierwotnie czysty i świetlisty (prabhāsvara-citta), co łączy się z koncepcją natury Buddy (tathāgatagarbha). W buddyzmie tybetańskim, zwłaszcza w dzogczenie i mahāmudrze, anatman przejawia się jako rozpoznanie najsubtelniejszego poziomu umysłu – „umysłu przejrzystego światła” – który nie posiada trwałej jaźni, ale stanowi podstawę duchowej transformacji i wyzwolenia.